# Agrico
Agrico ist ein niederländisches Unternehmen, das sich mit Anbau und Vermarktung von Kartoffeln beschäftigt. Die Aktivitäten umfassen die Züchtung von Kartoffelsorten, den Aufkaufgroßhandel sowie die Verpackung von Kartoffeln in Verpackungen für Verbraucher. Agrico züchtete bis zum Jahr 2010 Kartoffelsorten speziell für die verarbeitende Industrie, darunter die Chips-, Pommes-frites- sowie die Stärkeindustrie. Dieser Industriekartoffelbereich wurde an Aviko verkauft.

## Unternehmensstruktur und Produkte
Der Umsatz liegt bei jährlich 300 Millionen Euro; er wird von rund 180 Mitarbeitern erwirtschaftet. Etwa 1300 Landwirte bauen Kartoffeln für Agrico an. Bekannte Pflanzkartoffelsorten aus der Züchtung von Agrico sind Provento, Agata und Markies.

## Geschichte
1973 wurde Agrico als Zusammenschluss von drei Unternehmen gegründet. Seit 1977 wurden auch Zwiebeln gehandelt, wegen mangelnder Rentabilität aber 1988 wieder eingestellt. Durch die Übernahme von Wolf & Wolf 1993 wurde der Marktanteil bei Pflanzkartoffeln in den Niederlanden von 25 auf 35 % gesteigert. Damit festigte Agrico seine Position als größtes niederländisches Pflanzkartoffelhaus. Agrico ist 2011 in 75 Ländern vertreten.